# Raymond Van Dijck
Raymond Van Dijck (Deurne (Antwerpen), 12 april 1935 - Wommelgem, 18 mei 1997) was een Belgische atleet, die gespecialiseerd was in het polsstokhoogspringen. Hij nam eenmaal deel aan de Olympische Spelen en veroverde op twee onderdelen zes Belgische titels.

## Biografie
Van Dijck behaalde tussen 1954 en 1961 vijf Belgische titels, waarvan vier opeenvolgend, in het polsstokhoogspringen. Hij nam in deze atletiekdiscipline ook deel aan de Europese kampioenschappen van 1958 in Stockholm, waar hij uitgeschakeld werd in de kwalificaties. Bij de Olympische Spelen van 1960 in Rome kwam hij eveneens niet voorbij de kwalificaties.
Van Dijck verbeterde in 1958 het Belgisch record van Jacques Pirlot tot 4,30 m. In verschillende etappes bracht hij het vervolgens in 1962 naar 4,42 m.
Van Dijck behaalde in 1959 ook de titel op de tienkamp.

### Clubs
Van Dijck was aangesloten bij Beerschot AC.

## Belgische kampioenschappen
| Onderdeel            | Jaar                         |
| -------------------- | ---------------------------- |
| polsstokhoogspringen | 1954, 1958, 1959, 1960, 1961 |
| tienkamp             | 1959                         |

## Persoonlijke records
| Onderdeel            | Prestatie | Datum        | Plaats    |
| -------------------- | --------- | ------------ | --------- |
| polsstokhoogspringen | 4,42 m    | 17 juni 1962 | Antwerpen |
| tienkamp             | 5864 p    |              |           |

## Palmares

### polsstokhoogspringen
- 1954:  BK AC – 3,90 m
- 1958:  BK AC – 4,20 m
- 1958: kwalificaties EK in Stockholm – 3,80 m
- 1959:  BK AC – 4,10 m
- 1960:  BK AC – 4,35 m
- 1960: 23e kwalificaties OS in Rome – 4,00 m
- 1961:  BK AC – 4,30 m

### tienkamp
- 1959:  BK AC – 5781 p